# Vernaison
Vernaison è un comune francese di 4 501 abitanti situato nella metropoli di Lione della regione Alvernia-Rodano-Alpi.
Qua nacque il compositore, direttore d'orchestra, organista Adrien Rougier. 

## Società

### Evoluzione demografica
Abitanti censiti